# Mark Bradtke
Mark Robert Bradtke , (nacido el 27 de septiembre de 1968 en Adelaida, Australia) es un exjugador de baloncesto australiano.  Con Australia pudo jugar 4 juegos olímpicos (Seúl 1988, Barcelona 1992, Atlanta 1996 y Sídney 2000), de los cuales tres terminó el equipo aussie en cuarta posición y 2 mundiales (1990 y 1994). 

## Equipos
- 1986-1992:  Adelaide 36ers
- 1992-1993:  Melbourne Tigers
- 1992-1993:  CB Murcia
- 1993-1994:  Adelaide 36ers
- 1994-1997:  Melbourne Tigers
- 1996-1997:  Philadelphia 76ers
- 1997-2003:  Melbourne Tigers
- 2002-2003:  Olympiacos BC
- 2003-2005:  Melbourne Tigers
- 2005-2007:  Brisbane Bullets

## Participaciones en competiciones internacionales

### Juegos olímpicos
- Seúl 1988 4/12
- Barcelona 1992 6/12
- Atlanta 1996 4/12
- Sídney 2000 4/12

### Mundiales
- Argentina 1990 7/16
- Canadá 1994 6/16